# غارث بورتر
غارث بورتر (بالإنجليزية: Garth Porter)‏ هو منتج أسطوانات وكاتب أغاني أسترالي، ولد في 24 سبتمبر 1948 في هاميلتون في نيوزيلندا.

## وصلات خارجية
- غارث بورتر على موقع IMDb (الإنجليزية)
- غارث بورتر على موقع ميوزك برينز (الإنجليزية)
- غارث بورتر على موقع ديسكوغز (الإنجليزية)